# Homer va le payer
Homer va le payer (France) ou Chambre en Bart (Québec) (Barting Over) est le 11e épisode de la saison 14 de la série télévisée d'animation Les Simpson. Bien que 302e épisode de la série (le 300e étant Les Muscles de Marge), il sera célébré comme étant le 300e de la série.

## Épisode
Le jour du grand ménage, Bart trouve une série de cassettes qu'il décide de regarder avec sa sœur. Sur l'une d'elles, Lisa trouve une vieille publicité dans laquelle Bart, alors bébé, joue le rôle de bébé-pue-du-bec. Humilié, il demande des explications à ses parents. C'est alors qu'il apprend qu'Homer a dépensé tout l'argent gagné. Lassé de subir son père et de ne pas être respecté, il contacte un avocat et attaque ses parents en justice afin d'obtenir son émancipation. Lors du procès, Homer se montre violent et agresse juge, greffier, policiers ainsi que son fils. La juge décide de donner son émancipation à Bart et condamne Homer à lui verser la moitié de son salaire. Bart loue donc un loft et s'installe. La première nuit, il a peur seul dans le noir et cherche à fuir.
Mais l'ascenseur l'amène à l'étage supérieur où Bart découvre un skatepark et une communauté de skateboarders dont Tony Hawk avec qui Bart sympathise rapidement. Pendant ce temps là, ses parents ne parviennent pas à s'habituer à son absence et décident de lui rendre visite. Homer apprend que son fils participera à une tournée de skateboard et demande l'aide de Tony Hawk. Celui-ci accepte de prêter à Homer un skateboard de haute technologie qui permet de réaliser des figures impressionnantes sans effort. Homer s'en sert donc afin de ridiculiser Tony Hawk lors d'un concours afin de récupérer son fils. Cependant, ce n'est pas ce que Bart cherchait. Mais c'est alors qu'une publicitaire, attirée par la victoire d'Homer, décide d'utiliser son image dans une publicité. Homer voit alors l'occasion de rembourser la dette qu'il a envers son fils, et c'est ainsi que Bart accepte de rentrer chez lui.